# Georg Reiss
Georg Reiss (født 12. august 1861 i Kristiania, død 25. januar 1914 sammesteds) var en norsk musiker og musikforfatter.
Reiss lagde sig ved siden af universitetsstudierne efter orgel og musikteori, fuldendte sine musikstudier 1892 ved højskolen i Berlin og ansattes året efter som organist ved Petruskirken i Kristiania. I 1907 studerede han med stipendium af Nansen-fondet middelalderlig musik, også neumeskrift, hos professor Fleischer i Berlin, skrev en afhandling om middelalderlige musikhåndskrifter i det norske rigsarkiv (Kristiania Videnskabelige Selskabs Skrifter, 1908) og fik så stipendium til studier over den middelalderlige musik i Norge. 1910 udgav han: Fra Norges Middelalder, to Sekvenser (Lovsange) for Skt Olav. 1913 tog han den musikalske doktorgrad, den første ved universitetet i Kristiania. Han har udgivet kompositioner for orgel, blandet kor og mandskor med mere, og var musikanmelder i flere blade, blandt andet Nordisk Musik-Revue.